# 普雷里鎮區 (密蘇里州貝茨縣)
普雷里鎮區（英語：Prairie Township）是位於美國密蘇里州貝茨縣的一個行政鎮區。

## 地方資料
普雷里鎮區的面積為67.77平方千米，當中陸地面積為67.04平方千米，而水域面積為0.73平方千米。根據2020年美國人口普查的數據，當地共有人口102人，而人口密度為每平方千米1.51人。